# Biéville-Quétiéville
Pour les articles homonymes, voir Biéville (homonymie).
Biéville-Quétiéville est une ancienne commune du département du Calvados, dans la région Normandie, en France, devenue le 1er janvier 2017 une commune déléguée au sein de la commune nouvelle de Belle Vie en Auge.
Biéville-Quétiéville est peuplée de 363 habitants.

## Histoire
La commune actuelle est née de la fusion de plusieurs communes. En 1831, Mirbel, commune de 113 habitants, est rattachée à Quétiéville, 239 habitants. En 1840, Biéville-en-Auge, 222 habitants au recensement de 1836, absorbe Querville, 76 habitants au même recensement. Plus d'un siècle plus tard, en 1973, Biéville-en-Auge et Quétiéville fusionnent pour ne plus former qu'une seule commune.

## Politique et administration
| Période                                  | Période        | Identité           | Étiquette | Qualité                      |
| ---------------------------------------- | -------------- | ------------------ | --------- | ---------------------------- |
| Les données manquantes sont à compléter. |                |                    |           |                              |
| 1973                                     | 1983           | François de Gaalon |           |                              |
| 1983                                     | 1995           | Bernard Aumont     |           |                              |
| 1995                                     | 2000           | Christian Andrieu  |           |                              |
| 2000                                     | 2001           | Hubert Alquier     |           |                              |
| 2001                                     | mars 2008      | Bernard Aumont     | SE        | Commerçant                   |
| mars 2008                                | septembre 2010 | André Detant       | PS        | Chef d'entreprise (retraité) |
| octobre 2010                             | décembre 2016  | Gérard Louis       |           | Agriculteur                  |

## Population et société

### Démographie
L'évolution du nombre d'habitants est connue à travers les recensements de la population effectués dans la commune depuis 1793. À partir du 1er janvier 2009, les populations légales des communes sont publiées annuellement dans le cadre d'un recensement qui repose désormais sur une collecte d'information annuelle, concernant successivement tous les territoires communaux au cours d'une période de cinq ans. 
Pour les communes de moins de 10 000 habitants, une enquête de recensement portant sur toute la population est réalisée tous les cinq ans, les populations légales des années intermédiaires étant quant à elles estimées par interpolation ou extrapolation. Pour la commune, le premier recensement exhaustif entrant dans le cadre du nouveau dispositif a été réalisé en 2004,.
En 2021, la commune comptait 363 habitants, en évolution de +7,4 % par rapport à 2015 (Calvados : +1,58 %, France hors Mayotte : +2,49 %).
| 1793 | 1800 | 1806 | 1821 | 1831 | 1836 | 1841 | 1846 | 1851 |
| ---- | ---- | ---- | ---- | ---- | ---- | ---- | ---- | ---- |
| 275  | 254  | 253  | 244  | 239  | 372  | 377  | 372  | 371  |

| 1856 | 1861 | 1866 | 1872 | 1876 | 1881 | 1886 | 1891 | 1896 |
| ---- | ---- | ---- | ---- | ---- | ---- | ---- | ---- | ---- |
| 314  | 292  | 290  | 280  | 248  | 245  | 226  | 215  | 242  |

| 1901 | 1906 | 1911 | 1921 | 1926 | 1931 | 1936 | 1946 | 1954 |
| ---- | ---- | ---- | ---- | ---- | ---- | ---- | ---- | ---- |
| 232  | 227  | 229  | 205  | 206  | 224  | 247  | 260  | 212  |

| 1962 | 1968 | 1975 | 1982 | 1990 | 1999 | 2004 | 2009 | 2014 |
| ---- | ---- | ---- | ---- | ---- | ---- | ---- | ---- | ---- |
| 401  | 377  | 327  | 315  | 334  | 338  | 331  | 321  | 338  |

| 2018 | - | - | - | - | - | - | - | - |
| ---- | - | - | - | - | - | - | - | - |
| 358  | - | - | - | - | - | - | - | - |

## Lieux et monuments
- Église Saint-Pierre de Mirbel et son ancien cimetière inscrits au titre des monuments historiques depuis le 29 novembre 1948[8].
- Ferme des Roches, petite ferme du XVIe siècle très caractéristique du pays d'Auge, dont le corps de logis en pans de bois est inscrit au titre des monuments historiques depuis le 17 avril 1931[9].
- Église Saint-Martin de Quétiéville qui renferme des statues classées aux monuments historiques [10].
- Église Saint-Germain de Biéville dont l'autel est classé aux monuments historiques [11].
- Parc du haras de Quétiéville.

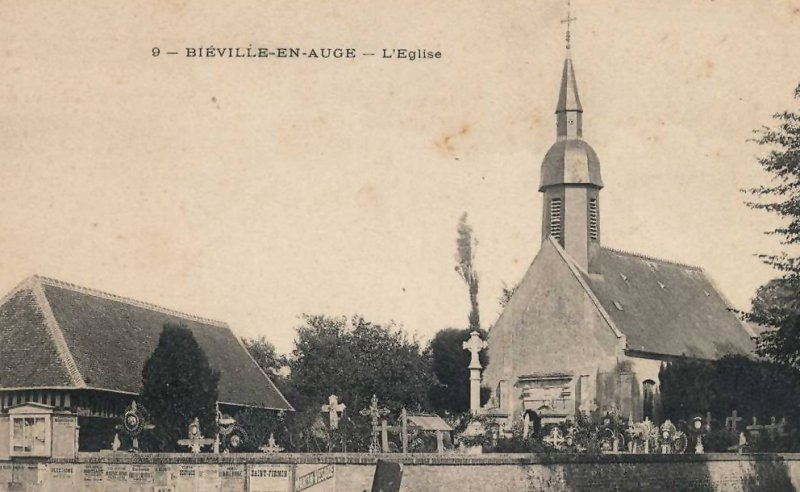
Carte postale de l'église de Biéville vers 1910.
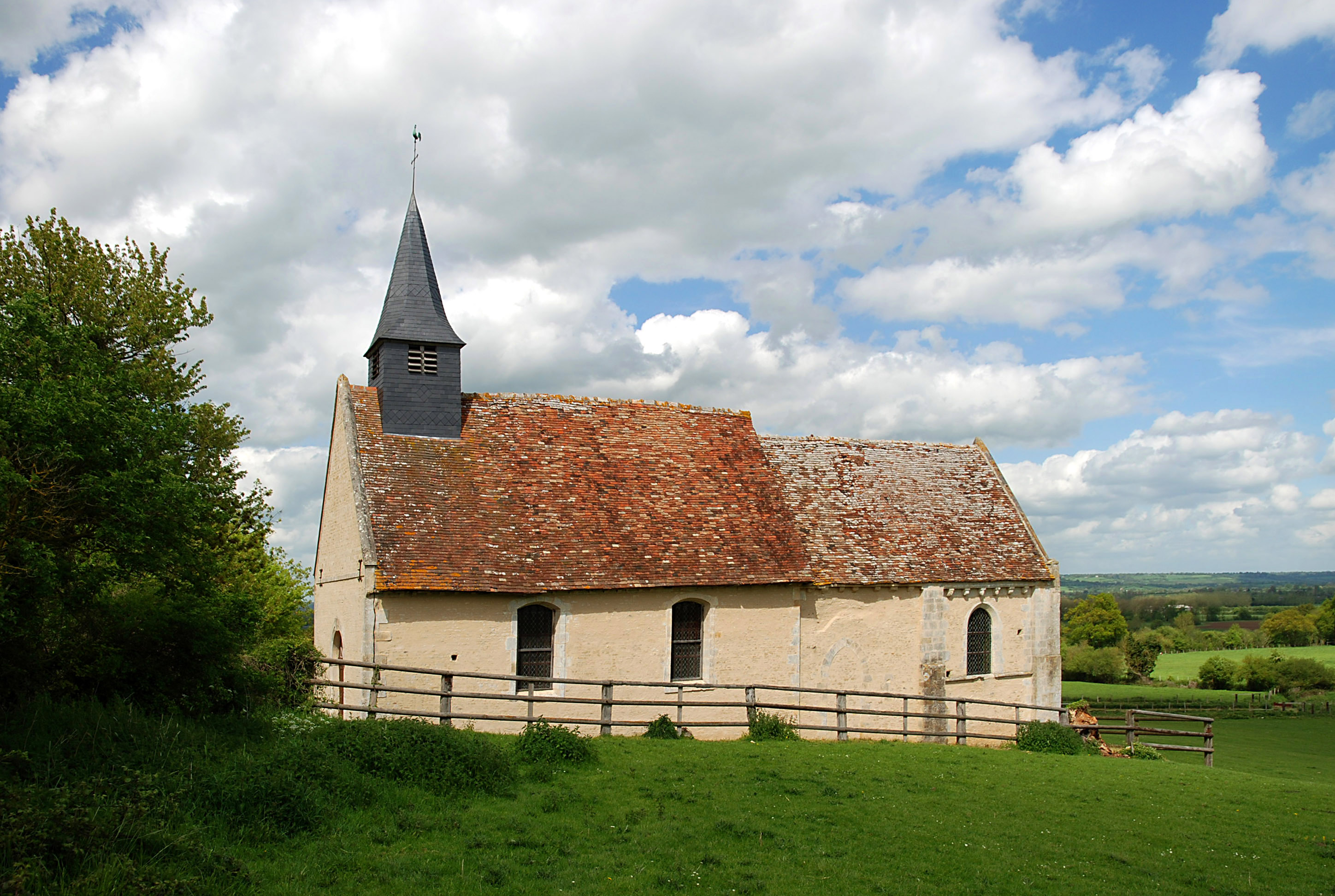
L'église Saint-Pierre de Mirbel.
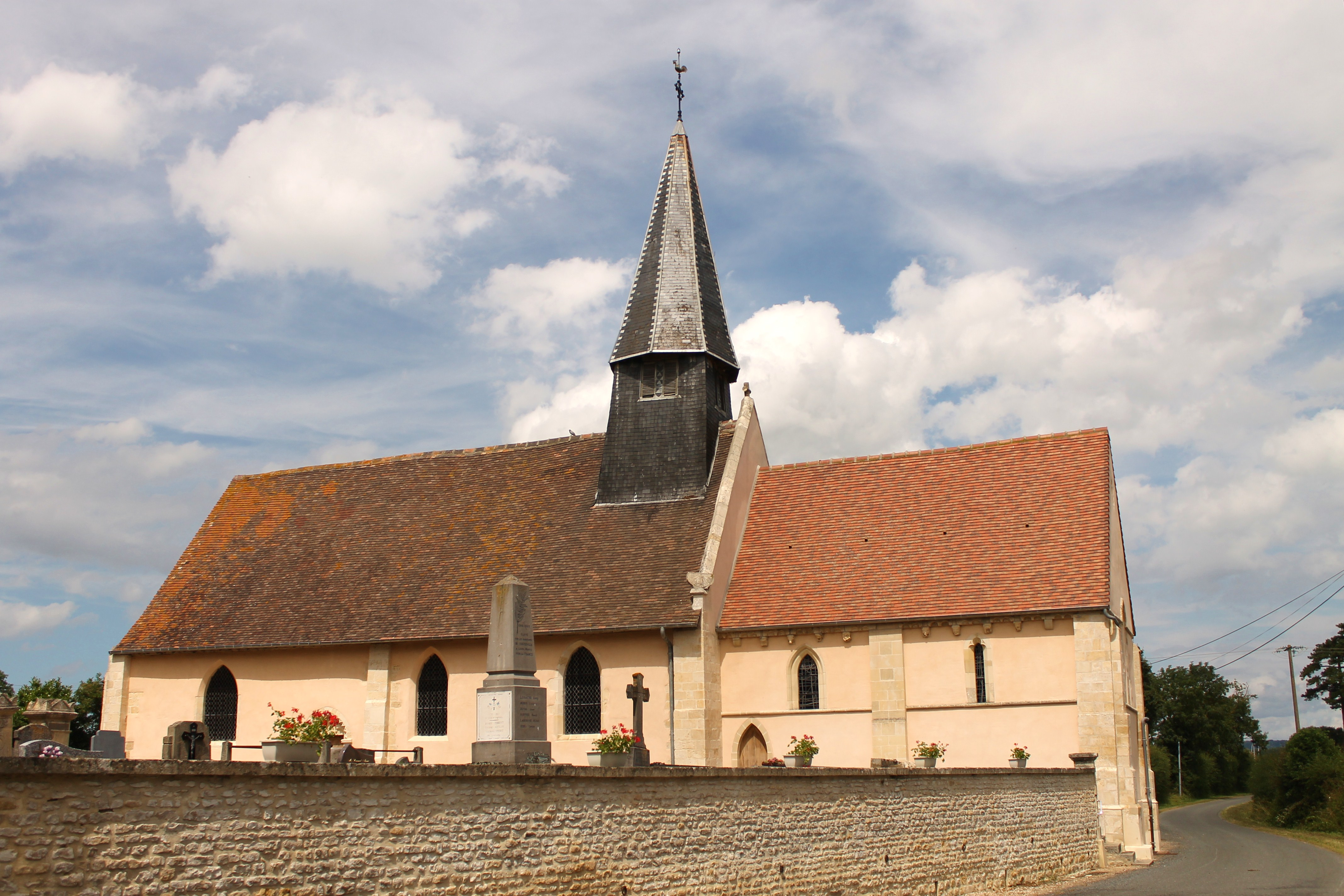
L'église Saint-Martin de Quétiéville.
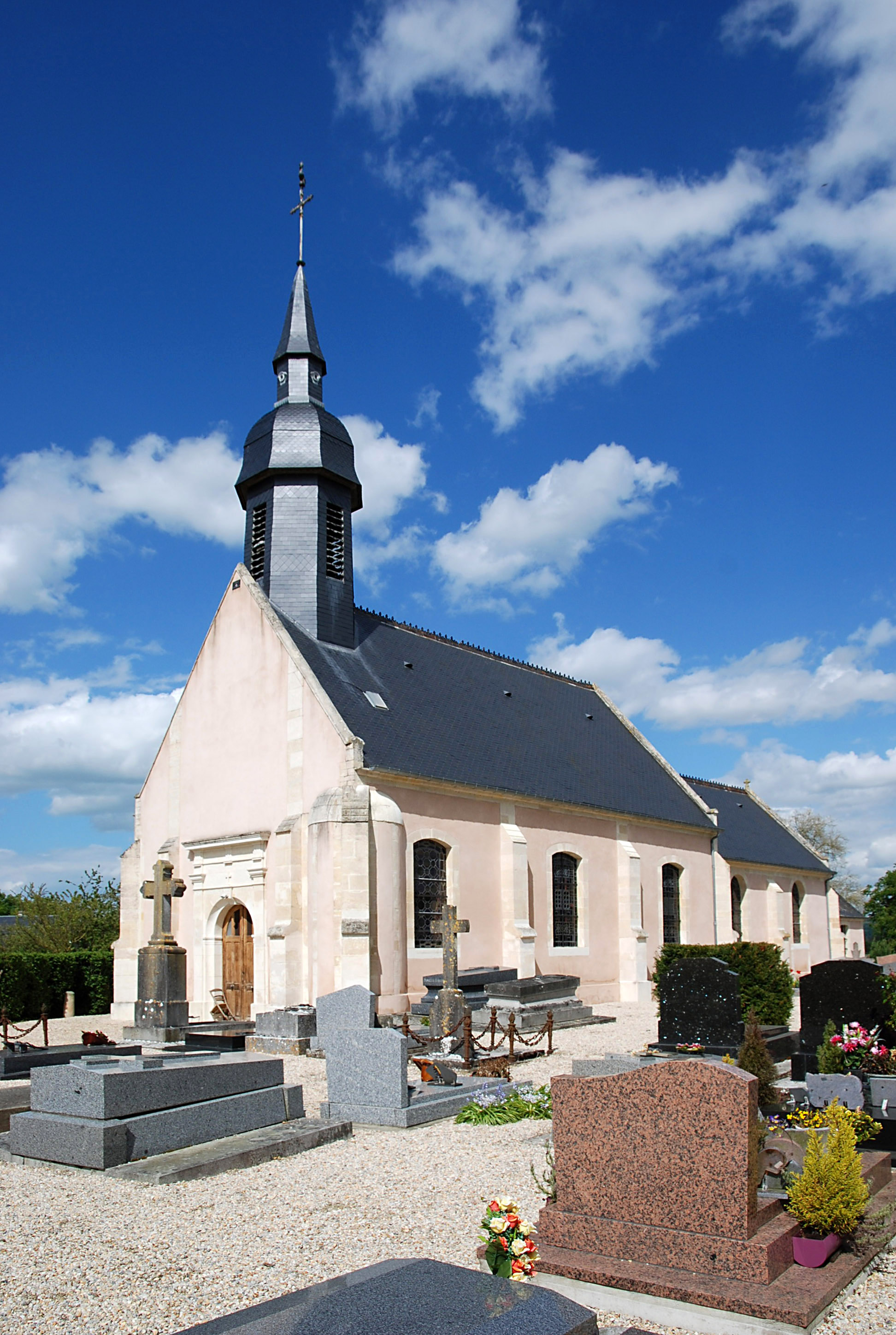
L'église Saint-Germain de Biéville.
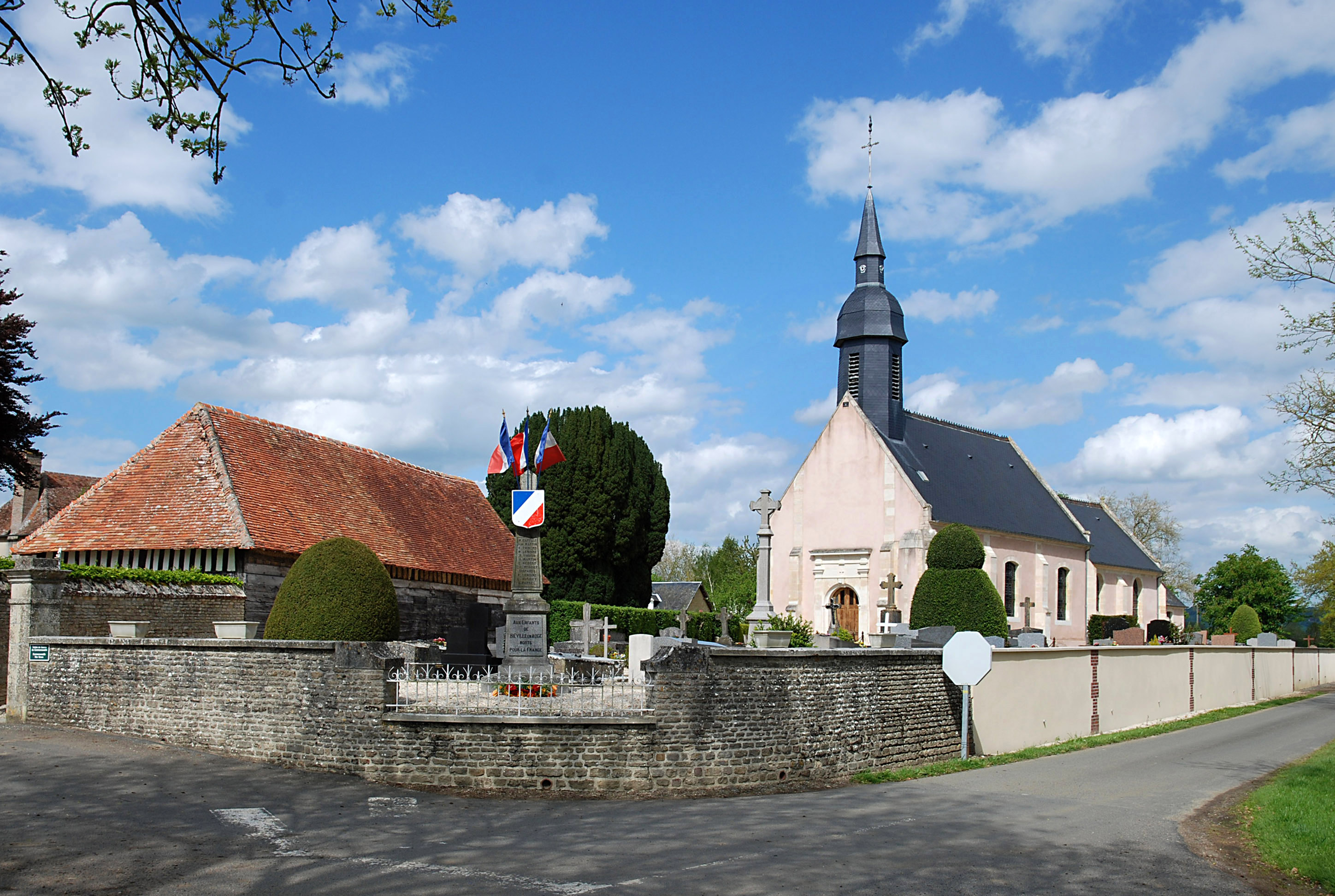
Le monument aux Morts et l'église Saint-Germain de Biéville.